# Ratkovská Suchá
Pour les articles homonymes, voir Suchá.
Ratkovská Suchá (en hongrois : Ratkószuha) est un village du district de Rimavská Sobota, dans la région de Banská Bystrica, en Slovaquie.

## Histoire
La première mention écrite du village date de 1323.

## Démographie

### Évolution de la population
| Année:               | 1994. | 2004.   | 2014.    | 2024.    |
| -------------------- | ----- | ------- | -------- | -------- |
| Nombre de personnes: | 67    | 68      | 49       | 39       |
| Différence:          |       | +1,49 % | -27,94 % | -20,40 % |

| Année:               | 2023. | 2024.   |
| -------------------- | ----- | ------- |
| Nombre de personnes: | 42    | 39      |
| Différence:          |       | -7,14 % |